# Universidad Sahmyook
Universidad Sahmyook es una universidad privada, cristiana Adventista, mixta ubicada en el área metropolitana de Seúl, Corea del Sur.
La escuela fue fundada en 1906 como Euimyung College en Sunahn, Pyeongan-namdo en Corea del Norte de hoy. Fue el primer centro de educación superior se inició en Corea.

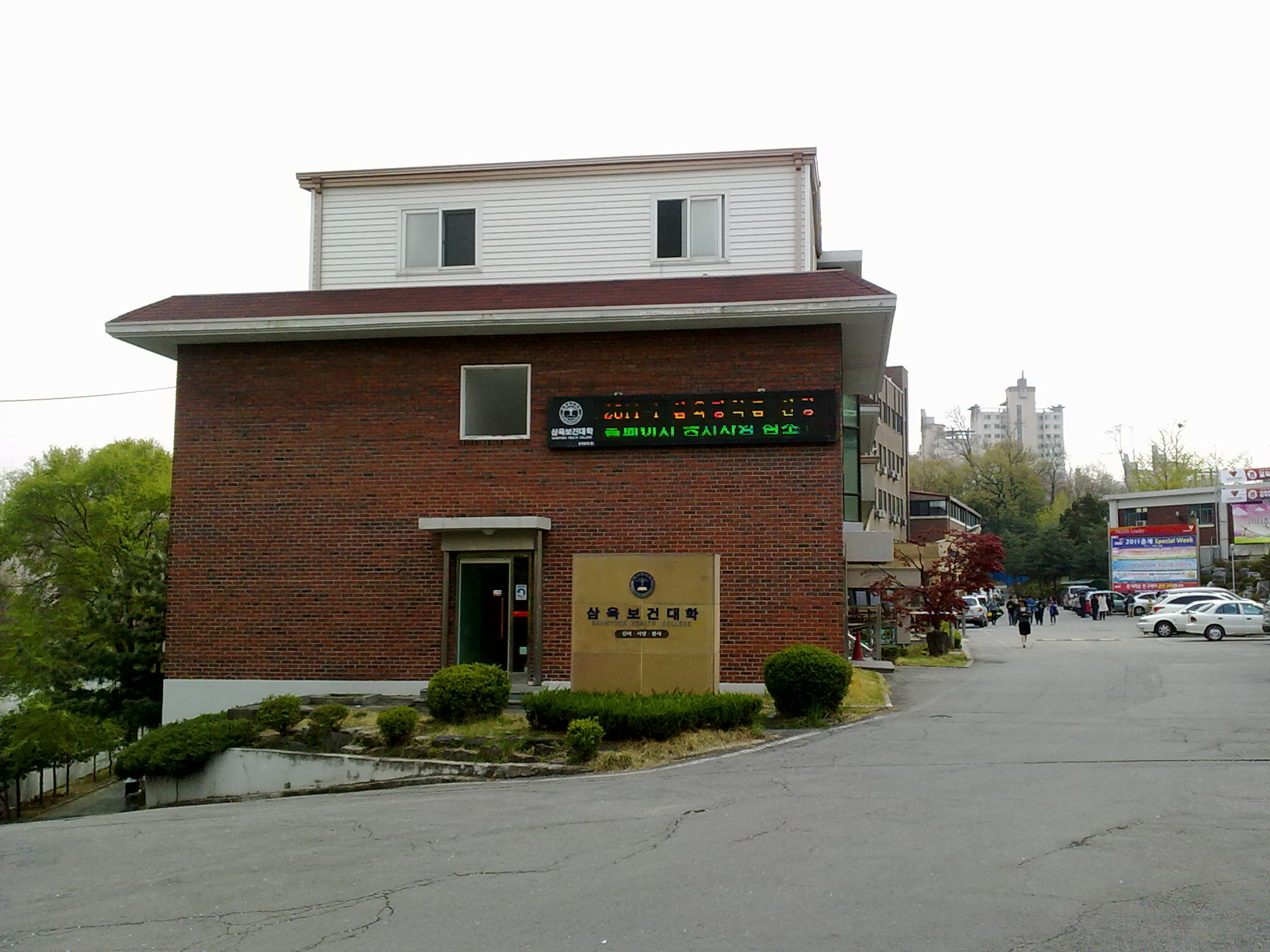

En 2009, la universidad contaba con 6 facultades, entre ellas la Facultad de Teología, Humanidades y Ciencias Sociales y Ciencias de la Salud y el Bienestar Social, además de 4 escuelas de posgrado. Hay 216 profesores de tiempo completo de enseñanza 5.566 estudiantes de pregrado y 189 estudiantes de posgrado. Actualmente la universidad cuenta con 8 facultades de pregrado (Facultad de Teología, Facultad de Humanidades y Ciencias Sociales, Facultad de Ciencias de la Salud y Bienestar Social, Facultad de Enfermería, Facultad de Ciencias y Tecnología, Facultad de Convergencia Futura, Facultad de Farmacología y la Facultad de Artes y Cultura) y 4 facultades de posgrado (Facultad de Estudios de Posgrado, Facultad de Teología de Posgrado, Facultad de Administración de Empresas de Posgrado y la Facultad de Enfermería de Posgrado).   

## Institutos y Centros de Investigación
- Instituto de Investigación de Ciencias de la Tierra
- Instituto Coreano para la Prevención del VIH / SIDA
- Instituto de Investigación de Ciencias de la Vida
- Instituto de Investigación de la Sociedad de la Misión y
- El Instituto Coreano de Problemas de Alcohol
- Instituto de Investigación Teológica
- Instituto de Investigación de Neurociencia